# Tyza velká
Tyza velká (Thysania agrippina) je druh nočního motýla, který žije v tropické a subtropické Americe od Texasu po Uruguay. Je největším motýlem na světě: rozpětí horních křídel může dosáhnout až 33 centimetrů. Horní strana křídel je světle šedá s hnědou kresbou, spodní strana má fialový nádech.
Druh popsal v roce 1776 nizozemský přírodovědec Pieter Cramer pod názvem Phalaena agrippina, první nákres pořídila Maria Sibylla Merian. Tyza velká žije v hustě zalesněných oblastech a je aktivní pouze v noci, proto chybí dostatek spolehlivých informací o jejím způsobu života. Ve španělštině je známá pod názvem „gran bruja gris“ (velká šedá čarodějnice).